# کریستیان پنجم
کریستین پنجم دانمارک (انگلیسی: Christian V of Denmark; ۱۵ آوریل ۱۶۴۶ – ۲۵ اوت ۱۶۹۹) از ۱۶۷۰ تا زمان مرگ خود در ۱۶۹۹ پادشاه دانمارک و نروژ بود.